# Grdelica (selo)
Grdelica je naselje u gradu Leskovcu, Jablanički upravni okrug, Srbija. Prema popisu iz 2022. godine u Grdelici je živio 871 stanovnik.